# L'Àngel (Molins de Rei)
L'Àngel és un barri de Molins de Rei (Baix Llobregat) que es va construir a partir d'un disseminat existent als anys 20 del segle passat. El barri està situat al vessant est del turó de Castellciuró i s'estén cap a l'oest fins les vies del FFCC (R-1;R-14).
El nom del barri prové nom del propietari de la finca, Joan Àngel Genís. Les primeres llicències d'obres són dels anys 20 (s.XX). Els importants desnivells de la zona fan que sigui un barri esglaonat.
Al barri hi ha l'escola Castell Ciuró, l'escola Estel i l'IES Bernat el Ferrer i equipaments com són el Centre cívic, L'associació de veïns, el casal d'avis i el club de petanca.
El creixement demogràfic de la primera meitat de segle xx, que va generar nous barris, s'estancà fins acabada la Guerra Civil. Les posteriors onades migratòries, que s'assentaren en zones de nova construcció, van implantar una trama de barris com Can Graner, Riera de Bonet, l’Àngel i el Canal, en una etapa de fort creixement urbà.